# Polymixis enceladaea
Polymixis enceladaea är en fjärilsart som beskrevs av Turati 1909. Polymixis enceladaea ingår i släktet Polymixis och familjen nattflyn. Inga underarter finns listade i Catalogue of Life.